# Microsoft Office 3.0
Microsoft Office 3.0 — четвёртый выпуск офисного пакета Microsoft Office, выпущенный для ОС Windows. Основные компоненты включают: Word 2.0c, Excel 4.0a, PowerPoint 3.0 и Mail — сетевой клиент обмена сообщениями. Ранее эти компоненты распространялись по отдельности, а также вместе с Microsoft Office, где они были объединены как полный офисный пакет. Позже пакет был пересобран под названием Office 92.
Эта ранняя версия Microsoft Office использует расширения файлов, которые все еще используются в современных версиях, например .DOC — для документов Word, .XLS — для таблиц Excel и .PPT — для презентаций PowerPoint, хотя они были заменены на форматы Office Open XML.